# Anja Andersen
Anja Andersen (Odense-Dinamarca, 15 de Fevereiro de 1969) foi uma jogadora de handebol dinamarquesa. Atualmente é treinadora.

## Títulos

### Individuais
- 1997 - Melhor Jogadora do Mundo pela IHF[2]
- 2o Lugar - Jogadora do Século - 1999

### Por Equipes
- 1992 - Campeã da Liga Norueguesa Norwegian com Bækkelaget

#### Campeonato Mundial de Seleções
- 1987 - 2o lugar: Campeonato Mundial Junior
- 1993 - 2o Lugar - Campeonato Mundial
- 1995 - 3o Lugar - Campeonato Mundial
- 1997 - 10 Lugar - Campeonato Mundial

#### Campeonato Europeu de Seleções
- 1994 - Campeã Européia
- 1996 - Bi-campeã Européia

#### Olimpíadas
- Medalha de Ouro - Jogos Olímpicos de 1996, em Atlanta-EUA

## Como treinadora
- Tri-campeã da Liga Dinamarquesa com o Slagelse - 2003, 2005 e 2007
- Tri-campeã EHF Women's Champions League com o Slagelse - 2004, 2005 e 2007.